# آلفرد مت
آلفرد مت (انگلیسی: Alfred Matt؛ زادهٔ ۱۱ مهٔ ۱۹۴۸) اسکی‌باز آلپاین اهل اتریش است.